# Wikiučilište
Wikiučilište (engl. Wikiversity) je projekt Zaklade Wikimedija, koja podržava edukacijske zajednice, njihove edukacijske materijale, i aktivnosti koje nastaju kao rezultat. Razlikuje se od strukturiranijih projekata kao što je Wikipedija u tome što nudi niz uputa i tečajeva za napredak učenja, a ne formalnog sadržaja. 

## Povijest
Beta inačica Wikiučilišta je službeno počela 15. kolovoza 2006. s Wikiučilištem na engleskom jeziku.

## Detalji projekta
Wikiučilište je centar za kreaciju i uporabu besplatnih materijala za učenje, i određivanje edukacijskih aktivnosti. Wikiučilište je jedno od mnogih wikija koji se koriste u edukativne svrhe, kao i mnoge inicijative koje stvaraju besplatne i otvorene edukacijske resurse.
Primarni prioriteti i ciljevi za WikiUčilište su:
- stvoriti i organizirati širok spektar nezavisnih, višejezičnih edukacijskih materijala, za sve dobne skupine u svim jezicima.
- Organizirati naučničke/edukacijske projekte i zajednice koje podržavaju ove materijale.

e-učenje model Wikiučilišta stavlja naglasak na „edukacijske grupe“ i „učenje putem prakse“. Wikiučilište ima moto i slogan „oslobodimo učenje“, indicirajući da grupe/zajednice sudionika Wikiučilišta će sudjelovati u projektima učenja. Učenje se olakšava kroz suradnju na projektima koji su detaljizirani, navedeni, sažeti ili čiji su rezultati objavljeni uređivanjem stranica Wikiučilišta. Naučnički projekti Wikiučilišta uključuju zbirke wiki web stranica koje se tiču istraživanjem određene tematike. Sudionici Wikiučilišta se potiču da izraze ciljeve svojeg učenja, a zajednica Wikiučilišta surađuje kako bi razvila naučne aktivnosti i projekte kako bi omogućila te ciljeve. Međutim, pošto je projekt još u ranoj fazi razvoja, njegov edukativni model je još uvijek u razvoju.
Naučni resursi su razvijani od strane pojedinca ili grupa, samoinicijativno ili kao dio naučnog projekta. Resursi Wikiučilišta uključuju nastavna pomagala, nastavne planove, programe, linkove na vanjske resurse, bilješke, primjere i zadatke, računalne simulacije, bibliografske popise, i druge koje razvijaju sudionici – ali ne uključuju završno obrađene udžbenike. Tekstovi koji su korisni drugima su postavljeni na Wikiknjige radi nadopunjavanja i održavanja. Naučne grupe s interesima u svakom tematskom području kreiraju mrežu resursa koje formiraju osnovu diskusija i aktivnosti na Wikiučilištu. Nastavni resursi mogu biti korišteni od strane edukatora izvan Wikiučilišta za svoje svrhe pod uvjetima GFDL-a (kao Wikipedija).

## Jezici
Trenutno postoji devet jezičnih Wikiučilišta – englesko, francusko, njemačko, talijansko, španjolsko, grčko, češko, portugalsko i japansko; projekti Wikiučilišta na drugim jezicima se razvijaju na „beta“ višejezičnom središtu.
Kako bi novo uspostavljena Wiki-učilišta na posebnim jezicima krenula van početne istraživačke „beta“ faze, nova zajednica Wiki-učilišta mora uspostaviti pravila koja uređuju istraživačke aktivnosti. Wiki-učilište može djelovati kao repozitorij istraživanja koja provodi Wikimedia Istraživačka Mreža, ili drugih koji su uključeni u istraživanja bazirana na wikiju ili drugim temeljima. Wiki-učilište organizira originalno istraživanje uz sekundarno istraživanje, osim ako zasebna jezična skupina odluči ne istraživati. Očekuje se da će istraživači poštovati i nadopunjavati smjernice za prikladno istraživanje kroz proces zajedničkog konsenzusa.